# 무산당 (폴란드)

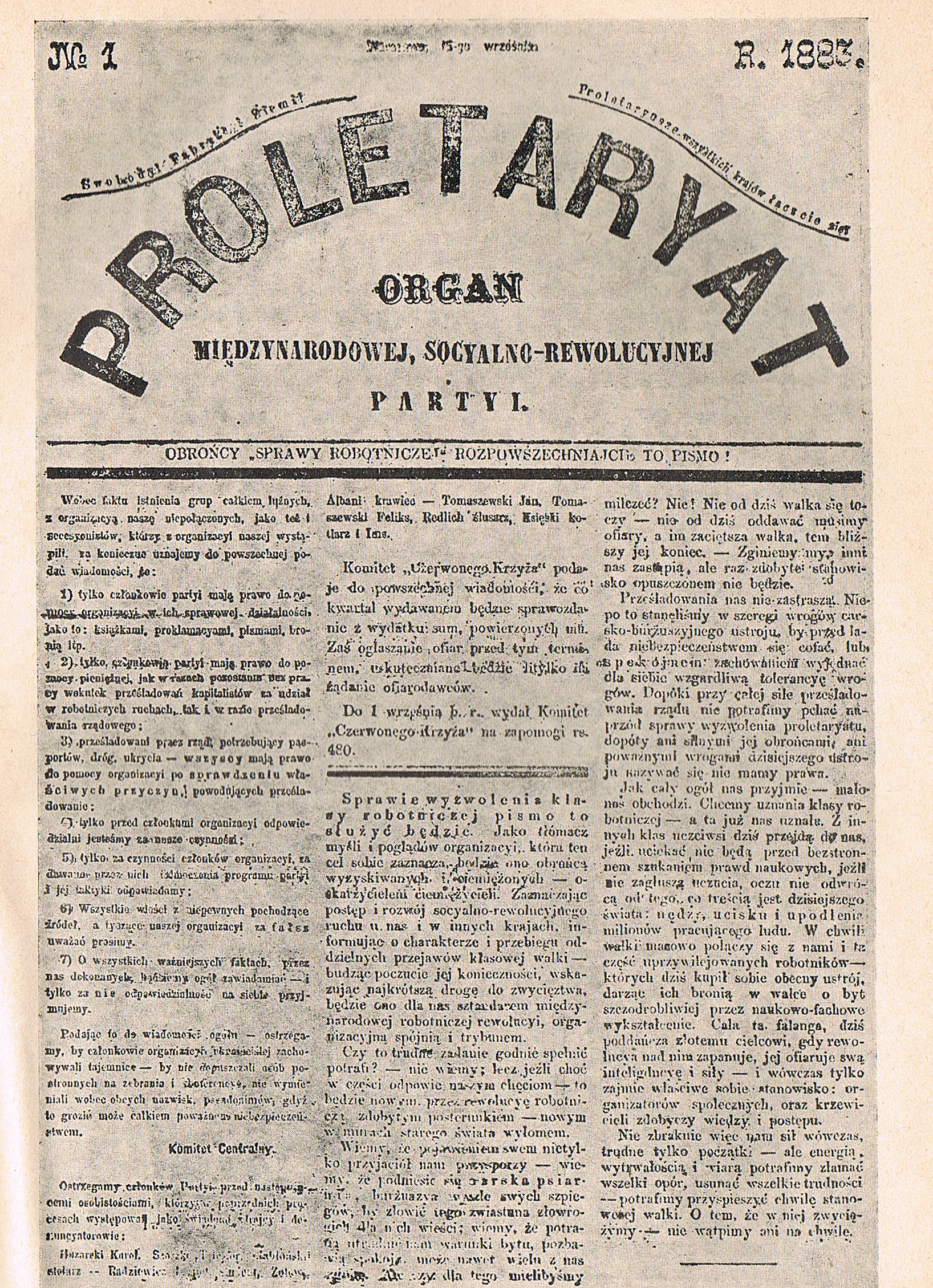

무산당(폴란드어: Proletariat 프롤레타리아트[*])은 폴란드 정치사상 세 차례 존재했던 정당의 이름이다.

## 제1차 무산당
제1차 무산당(1882년–1886년), 정식 당명 국제사회혁명당 "무산당"(폴란드어: Międzynarodowa Socjalno-Rewolucyjna Partia "Proletariat"), 또는 대무산당(Great Proletariat)은 폴란드 최초의 사회주의 정당으로, 1882년 루드비크 바린스키가 바르샤바의 사회주의 단체들을 규합해 창당했다.
1884년 3월, 제1차 무산당은 러시아의 인민의 의지당과 합작을 결정하고 테러리즘을 전제정치에 저항하는 방법으로 채택했다. 무산자 국제주의 원칙에 따라 폴란드 독립운동은 반대했다.
1883년에서 1884년 사이에 대부분의 주요 당원이 체포되면서 세가 꺾였다. 1886년 7월 완전히 분쇄되고 당원들은 대부분 처형되거나 감옥에 갇힘으로써 해산된다. 하지만 그 전통은 제2차 무산당에 거의 그대로 계승된다.

## 제2차 무산당
제2차 무산당(1888년–1893년), 정식 당명 사회혁명당 "무산당"(폴란드어: Socjalno-Rewolucyjna Partia "Proletariat"), 또는 소무산당(Small Proletariat)은 1888년 마르친 카스프자크가 이끄는 제1차 무산당의 잔당과 루드비크 쿨츠지츠키가 이끄는 학생세력이 연합해 창당되었다.
제2차 무산당 역시 테러리즘 노선을 유지했다. 1889년 파리에서 열린 제2인터내셔널 창립대회에 대표자를 보냈다. 1891년 당내에 테러리즘 노선에 반대하는 세력이 부상하기 시작했다. 1893년 다른 3개 정당과 합당하여 폴란드 사회당을 창당했다.

## 제3차 무산당
제3차 무산당(1900년–1909년), 정식 당명 폴란드 사회당 "무산당"(폴란드어: Polska Partia Socjalistyczna "Proletariat")은 폴란드 사회당의 탈당파였다. 쿨츠지츠키가 영수였다. 1909년 차르주의 압제에 의해 분쇄되었다.

## 참고 자료
- Орехов А. М. Социал-демократическое движение в России и польские революционеры. Orekhov A. Social Democratic movement in Russia and the Polish revolutionaries. 1887—1893 гг. 1887–1893 years. М., 1973 MA, 1973
- Baumgarten L. Dzieje Wielkiego Proletariatu. Baumgarten L. Dzieje Wielkiego Proletariatu. Warszawa 1966 Warszawa 1966
- Targalski J. Geneza Polskiej Partii Socjalistycznej Proletariat. Targalski J. Geneza Polskiej Partii Socjalistycznej Proletariat. «Z pola walki», 1973, № 2—3. «Z pola walki», 1973, № 2-3.